# Vinkovec
Vinkovec is een plaats in de gemeente Preseka in de Kroatische provincie Zagreb. De plaats telt 187 inwoners (2001).